# Slobozia Mândra
Slobozia Mândra é uma comuna romena localizada no distrito de Teleorman, na região de Muntênia. A comuna possui uma área de 37.90 km² e sua população era de 1990 habitantes segundo o censo de 2007.